# Jan Zborowski
Jan Zborowski herbu Jastrzębiec (ur. 19 grudnia 1538, zm. 25 sierpnia 1603 w Odolanowie) – hetman nadworny koronny, sekretarz królewski, dworzanin królewski, rotmistrz królewski, kasztelan gnieźnieński, starosta odolanowski, starosta grudziądzki.

## Życiorys
Należał do magnackiego rodu Zborowskich. Był synem kasztelana krakowskiego Marcina Zborowskiego. W młodości przebywał na dworach księcia pruskiego Albrechta Hohenzollerna i króla Zygmunta II Augusta. W latach 1559–1561 odbył podróże zagraniczne do Niemiec i do Francji.
Po powrocie do kraju rozpoczął służbę wojskową. W latach 1563–1569 uczestniczył w wojnie o Dominium Maris Baltici. W Inflantach zyskał opinię zdolnego i odważnego dowódcy. Za zasługi w walkach z armią cara Iwana IV Groźnego został w 1570 roku obdarowany przez króla godnością rotmistrza, a w 1572 roku otrzymał awans na hetmana nadwornego koronnego.
Poseł województwa poznańskiego na sejm 1572 roku.
Po śmierci króla polskiego Zygmunta II Augusta wspólnie z braćmi stanął na czele stronnictwa Zborowskich. Podczas elekcji poparł kandydaturę księcia Andegawenii, Henryka. Wpływami wśród szlachty przyczynił się do wyniesienia pretendenta francuskiego na tron. W 1573 roku uczestniczył w poselstwie panów polskich do Paryża, która miała przywieźć Henryka Walezego do Rzeczypospolitej Obojga Narodów. W czasie spotkania poselstwa z królem elektem w katedrze Notre-Dame zmusił księcia Andegawenii, wypowiadając głośno w jego kierunku zdanie: Si non iurabis, non regnabis, do zaprzysiężenia artykułu konfederacji warszawskiej gwarantującego szlachcie polskiej i litewskiej swobodę wiary, sumienia i słowa. Poseł  województw: poznańskiego i województwa kaliskiego na sejm konwokacyjny w 1574 roku.
W 1574 roku po ucieczce Henryka Walezego z Krakowa nawoływał do jego natychmiastowej detronizacji. Podczas kolejnej elekcji w 1576 roku poparł kandydaturę księcia Siedmiogrodu. Za wydatną pomoc w wyniesieniu na tron polski Stefana Batorego otrzymał urząd kasztelana gnieźnieńskiego. Otrzymał również dowództwo gwardii królewskiej, która brała udział w wojnie ze zbuntowanym Gdańskiem. 17 kwietnia 1577 roku na grobli jeziora Lubiszewskiego pokonał w bitwie znacznie liczniejszą armię dowodzoną przez kondotiera Jana Winkelbrucha. Brak większych sił uniemożliwił mu jednak zdobycie szturmem miasta.
Po ugodzie króla z patrycjatem Gdańska walczył w Inflantach. W latach 1579–1581 brał udział we wszystkich kampaniach wojennych prowadzonych na wschodzie przez Stefana Batorego. W 1580 roku wziął udział w zwycięskiej bitwie pod Toropcem. Odznaczył się podczas oblężenia Pskowa. Mimo że należał do rodu Zborowskich pozostał lojalny wobec króla w 1584 roku, gdy ścięto jego brata Samuela Zborowskiego, a drugiego, Krzysztofa Zborowskiego, za przygotowania do rokoszu skazano na banicję.
W 1585 roku wycofał się prawie całkowicie z życia politycznego. W 1587 roku podpisał elekcję Maksymiliana III Habsburga. W ostatnich latach życia przejawiał aktywność głównie w kwestiach religijnych. Będąc zagorzałym luteraninem i obrońcą dogmatu o konsubstancjacji sprzeciwiał się „unii ambony i ołtarza” z wyznawcami kalwinizmu. Znajdował się w opozycji do zgody sandomierskiej z 1570 roku. Utrzymywał w Pleszewie zbór luterański, który istniał do 1615 roku.
Był wybrany prowizorem przez protestancko-prawosławną konfederację wileńską w 1599 roku. 
Trzykrotnie żonaty, pozostawił dwie córki: z małżeństw z Elżbietą Prońską, Elżbietę Annę (zm. przed 1615) żonę najpierw Piotra Opalińskiego a potem Adama Sędziwoja Czarnkowskiego; z trzeciego małżeństwa z Katarzyną z Konarskich córkę Zofię (zm. 1618) która wyszła za mąż najpierw za Jerzego Radziwiłła kasztelana trockiego, a po raz drugi za Abrahama Sieniutę. 
Córki i wdowa pozostały ewangeliczkami do śmierci. Kościół w Pleszewie przekazał katolikom Czarnkowski, dopiero po śmierci swojej żony w 1615 r.  